# Krystyna Sawicka
Krystyna Sawicka (ur. 1947) – polska prawnik, doktor habilitowany nauk prawnych, nauczyciel akademicki Uniwersytetu Wrocławskiego i innych uczelni, specjalistka w zakresie prawa finansowego.

## Życiorys
Uzyskała stopień doktora habilitowanego nauk prawnych. Została zatrudniona na Wydziale Prawa i Administracji Uniwersytetu Śląskiego oraz na Wydziale Prawa, Administracji i Ekonomii Uniwersytetu Wrocławskiego, gdzie zajmowała stanowiska profesora nadzwyczajnego

## Wybrane publikacje
- Oprocentowanie środków produkcji jako instytucja prawnofinansowa (1977)
- Rola instrumentów prawnofinansowych w gospodarce produkcyjnym majątkiem trwałym przedsiębiorstw państwowych (1988)
- Budżet jednostki samorządu terytorialnego (współautor: J. Glumińska-Pawlic, 2002)
- Instytucje prawnofinansowe w warunkach kryzysu gospodarczego (red. nauk., wspólnie z  W. Miemiec, 2014)[4]